# Leptochela bermudensis
Leptochela bermudensis är en kräftdjursart som beskrevs av Gurney 1939. Leptochela bermudensis ingår i släktet Leptochela och familjen Pasiphaeidae. Inga underarter finns listade i Catalogue of Life.